# Нурри, Эмиль
Эми́ль Нурри́ (фр. Émile Nourry, 6 декабря 1870, Сона и Луара, — 27 апреля 1935, Париж) — французский этнограф конца XIX-го — начала XX-го века, крупнейший специалист своего времени по французскому и европейскому фольклору; книгоиздатель; автор многочисленных монографий и комментированных сборников по вопросам этнографии и антропологии, отличающихся добросовестной и глубокой научной обработкой. Часто писал под псевдонимом Пьер Сентив, П. Сэнтив (Pierre Saintyves, P. Saintyves), часто букву «P.» в его псевдониме неверно толковали как «Paul» (Поль).
Эмиль Нурри — один из основателей и до своей смерти первый Президент «Общества французского фольклора» (Société du folklore français), также главный редактор журналов «Обозрение французского фольклора» (Revue du folklore français) и «Журнал антропологии»; штатный приват-доцент Парижской школы антропологии.
В 2005 году обширное научное наследие Эмиля Нурри перешло в общественное достояние, однако до 2015 года упоминается только один перевод П. Сентива на русский язык — книга «Симуляция чудесного», переведённая в 1914 году и ставшая библиографической редкостью.
Некоторые идеи Э. Нурри развивал в своих работах выдающийся советский филолог В. Я. Пропп.

## Публикации на французском языке
- La Réforme intellectuelle du clergé et la liberté d’enseignement, Nourry, 1904
- Le miracle et la critique historique, Nourry, 1907
- Les saints successeurs des dieux. I. L’origine du culte des saints II. Les sources des légendes hagiographiques. III. La mythologie des noms propres, Nourry, 1907  Архивная копия от 28 ноября 2020 на Wayback Machine
- Les Vierges mères et les naissances miraculeuses, 1908
- Les reliques et les images légendaires. Le miracle de Saint Janvier, Les reliques du Buddha, Les images qui ouvrent et ferment les yeux, Les reliques corporelles du Christ, Talismans et reliques tombés du ciel, Mercure de France, 1912, 340 p.  Архивная копия от 28 ноября 2020 на Wayback Machine
- La force magique : du mana des primitifs au dynamisme scientifique, Émile Nourry, 1914  Архивная копия от 15 июля 2018 на Wayback Machine, Lire en ligne sur la BNAM  Архивная копия от 3 января 2015 на Wayback Machine
- Les Responsabilités de l’Allemagne dans la guerre de 1914, 1915
- Les Liturgies populaires : rondes enfantines et quêtes saisonnières, Edition du livre mensuel, 1919  Архивная копия от 24 ноября 2020 на Wayback Machine
- Les origines de la médecine : empirisme ou magie ?, Nourry, 1920  Архивная копия от 28 ноября 2020 на Wayback Machine
- L'éternuement et le bâillement dans la magie. L’ethnographie et le folklore médical, 1921. Rééd. Savoir pour être, 1995.  Архивная копия от 24 ноября 2020 на Wayback Machine
- Essais de folklore biblique. Magie, mythes et miracles dans l’Ancien et le Nouveau Testament, Émile Nourry, 1922  Архивная копия от 24 ноября 2020 на Wayback Machine
- Les Contes de Perrault et les récits parallèles, Émile Nourry, 1923, XXIV-646 p.
- La légende du docteur Faust, L'édition d’art, 1926  Архивная копия от 25 октября 2016 на Wayback Machine
- En marge de la Légende dorée, Paris, Émile Nourry, 1931
- Les cinquante jugements de Salomon ou les arrêts des bons juges, d’après la tradition populaire, Editions Domat-Montchrestien, 1933  Архивная копия от 12 августа 2021 на Wayback Machine
- Corpus du folklore des eaux en France et dans les colonies françaises, Émile Nourry, 1934, IV-270 p.

 Corpus du Folklore préhistorique (pierres à légendes), Nourry, 1934—1936, 510p.
- Manuel de folklore. Lettre-préface de Sébastien Charléty, J. Thiébaud, 1936, 229 p.
- Pierres magiques : bétyles, haches-amulettes et pierres de foudre. Traditions savantes et traditions populaires, J. Thiébaud, 1936, 296 p.  Архивная копия от 28 ноября 2020 на Wayback Machine
- Saint Christophe : successeur d’Anubis, d’Hermès et d’Héraclès, 1936, 55 p.  Архивная копия от 24 августа 2018 на Wayback Machine, Lire en ligne sur la BNAM  Архивная копия от 10 августа 2017 на Wayback Machine
- L’astrologie populaire étudiée spécialement dans les doctrines et les traditions relatives à l’influence de la Lune. Essai de méthode dans l'étude du Folklore des opinions et des croyances, J. Thiébaud, 1937, 472 p. Editions du Rocher, 1989.  Архивная копия от 28 ноября 2020 на Wayback Machine
- Deux mythes évangéliques, les douze apôtres et les 72 disciples, Émile Nourry, 1938  Архивная копия от 4 марта 2016 на Wayback Machine

## Русские переводы
- Сентив, Пьер "Симуляция чудесного" / П. Сентив; Пер. с фр. д-ра мед. Е.В. Святловского; С предисл. д-ра П. Жане, проф. психологии в Collège de France. - Санкт-Петербург : Н.И. Романов, 1914. - 312 с.;
- П. Сэнтив "Мощи христа" Архивная копия от 29 июня 2020 на Wayback Machine / Журнал "Атеист" 1925 год, номер 1, страницы 61-83 / Данная статья взята из книги: P. Saintyves — "Les reliques et les images légendaires"; стр. 107-184; Paris 1912 г.
- П. Сэнтив -  Из шантажной практики духовенства: а) Чудо св. Януария. б) Иконы, закрывающие и открывающие глаза. / Журнал "Атеист" 1925 год, номер 2, страницы 79-101 / Статья взята из книги: P. Saintyves — "Les reliques et les images légendaires"; стр. 84-106; Paris 1912 г.
- Сэнтив, П.  "Из практики рясников" : (Сборник статей по истории мощей и чудес на католическом Западе) / П. Сэнтив, Ф. Мели. - [Москва] : [науч. о-во Атеист], [1928] (19-я тип. "Мосполиграф'а"). - [2], (59-81), (72-102);